# 川井久敬
川井 久敬（かわい ひさたか、享保10年（1725年） - 安永4年10月26日（1775年11月18日））は、江戸時代中期の幕臣。通称次郎兵衛。従五位下越前守。低禄から勘定奉行に立身出世した。
小普請組頭より勘定吟味役となり、明和8年（1771年）勘定奉行に就任した。田沼意次の貨幣政策の実現に向けて、明和五匁銀および南鐐二朱銀の鋳造を言上した。安永4年（1775年）には田安家家老を兼任するが、同年51歳で没した。墓所は東京都中野区上高田1丁目の龍興寺。同年1月に嫡男の川井久道が没していたため、孫で和算家の川井久徳が家督を継いだ。
死後に「兼役（倹約）は、身を絶やす（田安）べき前表（千俵）か、四十九（始終苦）にして死ぬは川井（可愛）や」という落書があったとされる。